# パシフィックネーションズカップ2019
パシフィックネーションズカップ2019（2019 Pacific Nations Cup、2019 PNC）は、ワールドラグビー主催による「ワールドラグビー パシフィックネーションズカップ（PNC）」14回目の大会である。
翌年・翌々年（2020年・2021年）とも、新型コロナウイルス感染症の世界的流行のため中止となり、次回開催は3年後の2022年大会となる。

## 概要
2019年7月27日～8月10日開催。フィジーで5試合、日本で2試合、サモアとアメリカ合衆国で1試合ずつ行われた。
プールA（フィジー、トンガ、アメリカ）、プールB（サモア、日本、カナダ）に分かれ、プールA対プールBの総当たり戦を行い（クロスプール。他プール3か国と試合）、勝ち点で総合順位を決定した。
日本が3戦全勝で優勝した。2014年以来5年ぶり3回目の優勝（単独優勝としては2011年以来8年ぶり）。

## 戦績
出典
勝ち点は、勝利4、引き分け2、敗戦0。さらに「4トライ以上獲得」「7点差以内で敗戦」の場合に、それぞれボーナスポイント1が勝ち点に加わる。
勝ち点→得失点差の順で、以下のように総合順位がついた。
| 総合順位 | 国             | プール戦順位 | 試合数 | 勝 | 分 | 敗 | 得点 | 失点 | 得失点差 | 4トライ以上 BP | 7点差以内 BP | 勝ち点 |
| -------- | -------------- | ------------ | ------ | -- | -- | -- | ---- | ---- | -------- | -------------- | ------------ | ------ |
| 1        | 日本           | プールB 1位  | 3      | 3  | 0  | 0  | 109  | 48   | +61      | 3              | 0            | 15     |
| 2        | フィジー       | プールA 1位  | 3      | 2  | 0  | 1  | 69   | 50   | +19      | 1              | 0            | 9      |
| 3        | アメリカ合衆国 | プールA 2位  | 3      | 2  | 0  | 1  | 80   | 63   | +17      | 1              | 0            | 9      |
| 4        | サモア         | プールB 2位  | 3      | 1  | 0  | 2  | 38   | 40   | -2       | 0              | 2            | 6      |
| 5        | トンガ         | プールA 3位  | 3      | 1  | 0  | 2  | 57   | 89   | -32      | 1              | 0            | 5      |
| 6        | カナダ         | プールB B位  | 3      | 0  | 0  | 3  | 55   | 118  | -63      | 1              | 0            | 0      |

## 対戦詳細

### 第1ラウンド
| 2019年7月27日 15:00 WST (UTC+13) | サモア | 25–17    | トンガ                                                                              | アピア・パーク, アピア, サモア レフリー: Mike Fraser (ニュージーランド) |
| 2019年7月27日 15:00 WST (UTC+13) | トライ: レイウア 43' c アモサ 71' c トゥアタガロア 79' m コンバート: セウテニ (1/1) 44' アラティム (1/2) 72' PK: セウテニ (2/2) 21', 49' | レポート | トライ: ブーナ 10' m タメイフナ 40' m サカリア 58' c コンバート: ファイバ (1/3) 59' | アピア・パーク, アピア, サモア レフリー: Mike Fraser (ニュージーランド) |

| 2019年7月27日 14:50 JST (UTC+09) | 日本 | 34–21    | フィジー                                                                                         | 釜石鵜住居復興スタジアム, 岩手県釜石市, 日本 観客数: 13,135人 レフリー: ルーク・ピアース (イングランド) |
| 2019年7月27日 14:50 JST (UTC+09) | トライ: 福岡堅樹 6' m 松島幸太朗 (2) 19' c, 55' m ラファエレティモシー 22' c 姫野和樹 30' c コンバート: 田村優 (3/5) 19', 24', 32' PK: 田村優 (1/1) 2' | レポート | トライ: ボティア 12' c Sマタヴェシ (2) 38' c, 60' c コンバート: ヴォラヴォラ (3/3) 13', 39', 61' | 釜石鵜住居復興スタジアム, 岩手県釜石市, 日本 観客数: 13,135人 レフリー: ルーク・ピアース (イングランド) |

特記事項:
- 日本がフィジーに勝利したのは、2011年大会以来8年ぶり。
- パシフィックネーションズカップでのフィジーの敗北は、2014年大会のサモア戦以来5年ぶり。

| 2019年7月27日 18:00 PDT (UTC-7) | アメリカ合衆国 | 47–19    | カナダ                                                                          | インフィニティ・パーク, コロラド州グランデール, アメリカ合衆国 観客数: 5,000人 レフリー: アンドリュー・ブライス (アイルランド) |
| 2019年7月27日 18:00 PDT (UTC-7) | トライ: フォーシット 10' c スカリー 24' c ランドリー 61' c Moore 64' m Pifeleti 69' m デハース 78' c コンバート: マクギンティ (3/4) 11', 24', 62' フーリー (1/2) 79' PK: マクギンティ (3/4) 36', 40', 47' | レポート | トライ: アードロン 42' c PT 77' トレイナー 80' m コンバート: ネルソン (1/2) 43' | インフィニティ・パーク, コロラド州グランデール, アメリカ合衆国 観客数: 5,000人 レフリー: アンドリュー・ブライス (アイルランド) |

### Round 2
| 2019年8月3日 14:30 FJT (UTC+12) | アメリカ合衆国                                                                               | 13–10    | サモア                                                                     | ANZ国立スタジアム, スバ, フィジー レフリー: ナイジェル・オーウェンズ (ウェールズ) |
| 2019年8月3日 14:30 FJT (UTC+12) | トライ: マクギンティ 19' c コンバート: マクギンティ (1/1) 20' PK: マクギンティ (2/2) 2', 80' | レポート | トライ: レイウア 5' c コンバート: アラティム (1/1) 6' PK: タエフ (1/1) 72' | ANZ国立スタジアム, スバ, フィジー レフリー: ナイジェル・オーウェンズ (ウェールズ) |

| 2019年8月3日 17:15 FJT (UTC+12) | フィジー | 38–13    | カナダ                                                                            | ANZ国立スタジアム, スバ, フィジー レフリー: Mike Fraser (ニュージーランド) |
| 2019年8月3日 17:15 FJT (UTC+12) | トライ: マタ 8' m ヤト 17' c ナカラワ 29' c ラヴァイ 43' c トゥイソヴァ 48' m ドロコロ 67' c コンバート: マタヴェシ (4/6) 18', 30', 43', 68' | レポート | トライ: Lloyd 35' c コンバート: オリアリー (1/1) 36' PK: オリアリー (2/2) 4', 12' | ANZ国立スタジアム, スバ, フィジー レフリー: Mike Fraser (ニュージーランド) |

| 2019年8月3日 19:10 JST (UTC+09) | 日本 | 41–7     | トンガ                                                  | 花園ラグビー場, 東大阪, 日本 観客数: 20,940人 レフリー: ジェローム・ガルセス (フランス) |
| 2019年8月3日 19:10 JST (UTC+09) | トライ: アマナキ・レレィ・マフィ 9' c ヴァルアサエリ愛 19' c ラファエレティモシー 28' c 松島幸太朗 71' c 福岡堅樹 78' c コンバート: 田村優 (5/5) 10', 22', 30', 72', 79' PK: 田村優 (2/2) 49', 68' | レポート | トライ: フィフィタ 56' c コンバート: タクルア (1/1) 57' | 花園ラグビー場, 東大阪, 日本 観客数: 20,940人 レフリー: ジェローム・ガルセス (フランス) |

### Round 3
| 2019年8月9日 15:00 FJT (UTC+12) | トンガ | 33–23    | カナダ                                                                                | Churchill Park, ラウトカ, フィジー レフリー: ナイジェル・オーウェンズ (ウェールズ) |
| 2019年8月9日 15:00 FJT (UTC+12) | トライ: ハライフォヌア 7' c ロロヘア 29' c ヒンガノ 33' m タラカイ 41' c ヴァイラヌ 71' c コンバート: タクルア (3/3) 8', 31', 43' Fosita (1/1) 73' | レポート | トライ: ハスラー (2) 40' m パーフリー 64' m メルヴァ 73' m PK: マクローリー (1/1) 17' | Churchill Park, ラウトカ, フィジー レフリー: ナイジェル・オーウェンズ (ウェールズ) |

| 2019年8月10日 16:35 FJT (UTC+12) | アメリカ合衆国                                                                                                | 20–34    | 日本 | ANZ国立スタジアム, スバ, フィジー レフリー: Glen Jackson (ニュージーランド) |
| 2019年8月10日 16:35 FJT (UTC+12) | トライ: ヒューズ 16' c ジャーミスハイス 71' c コンバート: フーリー (2/2) 17', 72' PK: フーリー (2/2) 29', 40' | レポート | トライ: リーチマイケル (2) 3' c, 55' c 福岡堅樹 11' c 山中亮平 42' c コンバート: 田村優 (4/4) 4', 12', 43', 56' PK: 田村優 (1/1) 9', 39' | ANZ国立スタジアム, スバ, フィジー レフリー: Glen Jackson (ニュージーランド) |

| 2019年8月10日 19:15 FJT (UTC+12) | フィジー                                                                             | 10–3     | サモア                 | ANZ国立スタジアム, スバ, フィジー レフリー: Brendon Pickerill (ニュージーランド) |
| 2019年8月10日 19:15 FJT (UTC+12) | トライ: ゴネヴァ 43' c コンバート: ヴォラヴォラ (1/1) 45' PK: ヴォラヴォラ (1/1) 32' | レポート | PK: セウテニ (1/3) 39' | ANZ国立スタジアム, スバ, フィジー レフリー: Brendon Pickerill (ニュージーランド) |